# Nissedal
Nissedal è un comune norvegese della contea di Telemark.

## Storia

### Simboli
Lo stemma è stato concesso il 30 ottobre 1992. È un'arma parlante: vi sono raffigurati tre berretti dei nisser, folletti del folklore scandinavo.